# Fimbristylis fibrillosa
Fimbristylis fibrillosa là loài thực vật có hoa trong họ Cói. Loài này được Goetgh. mô tả khoa học đầu tiên năm 1984.